# پوندوشروی
پوندوشقوی (به فرانسوی: Pont-de-Chéruy) یکی از شهرستانهای استان ایزر در منطقه جنوب شرقیفرانسه می‌باشد.